# Академия художеств Узбекистана
Академия художеств Республики Узбекистан (узб. Oʻzbekiston Respublikasi Badiiy Akademiyasi) — государственная научная академическая организация Республики Узбекистан. Представляет собой крупнейший научный центр по изучению, сохранению и развитию узбекского изобразительного искусства, основными направлениями деятельности которого являются творческая, учебная, научная и пропагандистская работа. 
Высшая научно-методическая организация, объединяющая видных деятелей изобразительного и прикладного искусства Узбекистана и осуществляющая научно-методическое руководство подготовкой молодых специалистов в области культуры, архитектуры, изобразительного и прикладного искусства, искусствоведения, дизайна, музееведения, науки, творчества и образования; центр художественной жизни Узбекистана.

## История
Образована в соответствии с Указом Президента Узбекистана № УП-1701 от 23 января 1997 года «О создании Академии художеств Узбекистана» и постановлением Кабинета Министров Узбекистана об организации деятельности академии от 11 марта 1997 года. Основной деятельностью академии определено:
- Проведение исследований в области изучения и развития узбекского художественного наследия, во взаимосвязи с историей развития мирового искусства, включая этапы его развития и современные направления; разработка учебников и методических пособий.
- Направление деятелей искусства, в первую очередь, молодых талантливых художников и поощрение их творчества.
- Социально-экономическая защита творческой интеллигенции, одаренной молодежи, в том числе, государственная поддержка художественных учреждений.
- Улучшение системы подготовки квалифицированных специалистов изобразительного и прикладного искусства, дизайна, народных промыслов.
- Укрепление межнациональных творческих и научных связей, популяризация национального искусства путём организации национальных и международных выставок, симпозиумов и других площадок.
- Управление учреждениями, входящими в состав академии[3].

### Руководство
Высшим органом Академии художеств является Совет директоров. В период между заседаниями совета, руководство деятельностью академии осуществляет правление во главе с председателем.
- Нуридинов Акмал Вахобжанович — председатель Академии художеств;
- Ташмухамедов Фарход Эминович — заместитель председателя;
- Aбиджанова Феруза Абдуллаевна — главный научный секретарь[5].

## Академические организации
- Государственное предприятие «Xamar xalqaro aloqalar markazi»
- Творческое объединение художников Узбекистана
- Дирекция художественных выставок
- Журнал «Санъат»
- Музей искусства миниатюры Востока имени Камолиддина Бехзода
- Ташкентский Дом фотографии
- Международный караван-сарай культуры имени Икуо Хироямы[6]

## Учебные заведения в ведении АХ РУз
- Сурхандарьинская специализированная школа-интернат искусств
- Джизакская специализированная школа-интернат искусств
- Кокандская специализированная школа искусств
- Кашкадарьинская специализированная школа-интернат искусств
- Национальный институт художеств и дизайна имени Камолиддина Бехзода
- Республиканская специализированная школа дизайна
- Сырдарьинская специализированная школа-интернат искусств
- Андижанская специализированная школа – интернат искусств
- Наманганская специализированная школа-интернат искусств
- Бухарская специализированная школа-интернат искусств
- Специализированная школа искусства Республики Каракалпакстан
- Республиканская специализированная школа-интернат искусств
- Республиканская специализированная художественная школа
- Самаркандская специализированная школа-интернат искусств
- Хорезмская специализированная школа-интернат искусств[7]

## Академики АХ РУз
- Абдуллаев Сагдулла Асадуллаевич
- Азимов Шариф Турсунович
- Акпаров Аскарали Адамшаевич
- Аллаберганов Атахан
- Ахмадалиев Файзуллахан
- Ахмедова Нигора Рахимовна
- Байбосинов Сарсенбай Базарбаевич
- Бородина Марина Ростиславовна
- Болтаев Ботир
- Бурмакин Владимир Иванович
- Джалалов Баходир Фазлитдинович
- Джаббаров Ильхом
- Ибрагимов Леким Хакимович
- Илхамов Анвар
- Исаев Аслиддин Искандарович
- Икрамджанов Акмаль Тураевич
- Кадиров Гафур Кобилович
- Кузиев Турсунали Каримжонович
- Мамаджанов Анвар Алимжанович
- Мирзаев Алишер Тулаганович
- Мурадов Мансуржон Носирович
- Мухамаджанов Шомахмуд Шохадиевич
- Назаров Бахтиёр Мухаммаджанович
- Назруллаев Алишер Ибодуллаевич
- Нуридинов Акмаль Вахобжанович
- Рахимов Акбар Мухитдинович
- Рахматуллаев Сирожиддин Рихситиллаевич
- Рахметов Сабир Гафурович
- Салпинкиди Янис Панаётович
- Садыков Марат Файзиевич
- Турсунназаров Йигитали Турсунович
- Тохтаев Азамат Рамзетдинович
- Умарбеков Джавлят Юсупович
- Умаров Абдурахим Зикруллаевич
- Файзуллаев Ортик
- Хакимов Акбар Абдуллаевич
- Хакбердиев Худойберди
- Холматов Ниёзали
- Юсупов Шарофиддин Исомиддинович[8]

### Действительные члены Академии художеств Узбекистана, ранее входившие в её состав
- Изентаев Жоллыбай Тангирберенович
- Кузыбаев Нигмат Мирзабаевич
- Миртаджиев Джалалитдин Турсунович
- Усманов Махмуд
- Чарыев Рузы Чарыевич

### Председатели
- Кузиев Турсунали Каримович (1997—? )[2]
- Нуридинов Акмаль Вахобжанович (2012—наст.время)[9]

## Печатные издания
- Журнал «San’at»[4] («Искусство») действует на основании Постановления Кабинета Министров «О дополнительных мерах по регистрации средств массовой информации Республики Узбекистан» от 3 апреля 1997 года. Учредителем журнала является Академия художеств Узбекистана. Периодичность издания один раз в квартал, журнал печатается отдельными книжками на узбекском, русском и английском языках[10].
- Брошюра «Академия художеств Узбекистана» (2004).
- «Нумизматика Средней Азии» (выпуски 1—4, 1996—1999; выпуски 5—6, 2001—2002).
- «Материалы Тохаристанской экспедиции» (выпуски 1—4, 2000—2003).
- «Материалы Бактрийской узбекско-японской археологической экспедиции» (выпуски 1—5, 1997—2001)[2].

## Выставки
- Дирекция Ташкентской международной биеннале (проводится каждые два года с 2001 года).
- Дирекция Ташкентской международной биеннале детского рисунка (проводится раз в два года).
- Дирекция Ташкентского международного фотоконкурса (проводится  ежегодно с 2002 года)[2].

## Награды, учреждённые АХ РУз
- Золотая медаль Академии художеств Узбекистана.
- Серебряная медаль Академии художеств Узбекистана[2].